# Bernhard Hürfeld
Bernhard Hürfeld (* 5. April 1891 in Münster; † 19. Oktober 1966 in Lüdinghausen) war katholischer Priester, Erzieher und Lehrer. Er war der Begründer und langjährige Leiter des Canisianums in Lüdinghausen. Als entschiedener Gegner der Nationalsozialisten wurde er nach deren Machtergreifung von staatlichen Stellen in der Ausübung seiner pädagogischen Tätigkeit zunehmend eingeschränkt und schließlich von der Gestapo verhaftet und als Schutzhäftling im Konzentrationslager Dachau inhaftiert.

## Leben
Bernhard Hürfeld wurde als Sohn eines Tischlermeisters geboren. Nach dem Studium der Theologie in Münster und München empfing er am 29. Mai 1915 im Dom zu Münster die Priesterweihe. In den darauf folgenden Jahren wirkte er als Erzieher der Prinzen Arenberg. Er promovierte 1921 nach Studien am Canisianum in Innsbruck. In Innsbruck wurde er Mitglied der KStV Rhenania. Am 10. Februar 1921 wurde er zum Kaplan an der St.-Sebastian-Kirche in Berlin-Gesundbrunnen ernannt. Dort engagierte er sich in den Inflationsjahren durch die Gründung eines Kinder- und Jugendhilfswerks. Nach seiner Versetzung zur Höheren Landwirtschaftsschule in Lüdinghausen gründete Bernhard Hürfeld ein Internat für die auswärtigen Schüler dieser Schule. Neben dem Internatsbetrieb eröffnete Hürfeld 1932 das Pädagogium, in welchem Schüler auf die Abiturprüfung vorbereitet wurden.
Mit der Machtergreifung der Nationalsozialisten geriet Bernhard Hürfeld immer mehr unter Druck und wurde 1936 aus dem Schuldienst entlassen, blieb jedoch Leiter seiner Lehranstalt. 1939 wurde von der staatlichen Seite angeordnet, das Internat stufenweise aufzulösen, was im Sommer 1942 dann auch erfolgte. Am 16. September 1942 wurde Hürfeld gemeinsam mit vier weiteren Lüdinghäuser Lehrern – unter ihnen Anton Bornefeld – verhaftet und im Februar 1943 in das KZ Dachau verschleppt. Bernhard Hürfeld wurde als Häftling Nr. 63.178 im Pfarrerblock inhaftiert. Nach der Befreiung des Lagers, die Hürfeld auf einem Hungermarsch in Richtung Süden erreichte, kehrte er nach Lüdinghausen zurück. Gesundheitlich angeschlagen setzte er sich für die Wiederaufnahme des Lehrbetriebs des Canisianums ein, das schließlich als erste Höhere Schule in Nordrhein-Westfalen am 21. November 1945 den Schulbetrieb wieder aufnehmen konnte. Bernhard Hürfeld leitete dieses Gymnasium bis zu seinem Tode. 1951 gründete er in Diestedde eine Realschule.
Im Jahr 1987 warf der Dokumentarfilm Autor Heinrich Breloer Hürfeld in seinem zweiteiligen Film Eine geschlossene Gesellschaft vor, einen Schüler ungerechtfertigterweise in die psychiatrische Anstalt geschickt zu haben. Außerdem schilderte Breloer in dem Werk die Misshandlung von Schülern.